# Marcelo Rezende
Marcelo Luiz Rezende Fernandes (Río de Janeiro, 12 de noviembre de 1951-São Paulo, 16 de septiembre de 2017) fue un periodista, reportero y presentador de televisión brasileño.